# Église protestante malgache en France
L'Église protestante malgache en France, en malgache Fiangonana Protestanta Malagasy aty Andafy (FPMA), est la principale Église protestante de langue malgache en France, issue de l'immigration de Madagascar. C'est une Église unie de tradition luthéro-réformée.

## Histoire
L'histoire de la FPMA commence peu après la Seconde Guerre mondiale, avec la création d'un groupe de prière en malgache à Montpellier, par des militaires ayant participé à la guerre. Dans les années 1950, des communautés voient le jour à Lyon, Marseille, Toulouse et Grenoble. En 1953, la conférence inter-missionnaire décide de dépêcher un aumônier auprès de la population protestante malgache en France, alors que le nombre de jeunes étudiants poursuivant leurs études secondaires et universitaire en France augmentait considérablement. En avril 1959, le pasteur-aumônier Daniel Ralibera convoque une assemblée générale réunissant l'ensemble des représentants des communautés existantes au Centre de Villemétrie –  maison à côté de Senlis mis à disposition par famille Boissonnas pour un organisme protestant d’étude et de recherche. L'assemblée générale aboutit sur la constitution officielle de l'Église protestante malgache en France (FPMA).
En 1960, elle est reconnue par la Communauté des Églises protestantes à Madagascar (FFPM), composée de l'Église luthérienne malgache et de l'Église de Jésus-Christ à Madagascar (FJKM, réformée), comme son antenne française. En mars 1963, sont déposés les statuts d’Église régie par les lois 1901,1905 et 1907, déclarant l'existence officielle de la FPMA en France.
En 1989 est instauré le logo en vigueur actuellement. En 1996, la FPMA s'émancipe de la tutelle de la FFPM. En juin 2000, est consacré le premier pasteur au sein de la FPMA. Le 29 juin 1999, la FPMA devient membre de la Fédération luthérienne mondiale , puis de l'Alliance réformée mondiale le 8 juillet de cette même année. Elle devient membre de la Fédération protestante de France en mars 2007,. Depuis 2008, la FPMA est membre de Alliance nationale des Églises luthériennes de France (ANELF).
La FPMA comptait 6 églises locales au moment de sa constitution. En 2020, on recense 39 paroisses et plusieurs groupes de prières réparties dans 6 régions. La plupart des grandes villes en France disposent d'un culte protestant en malgache, organisé par la FPMA. Elle est également présente en outre-mer et notamment à l'île de la Réunion depuis 2002.
En 2019, la FPMA a célébré le jubilé de ses 60 ans d'existence. 

## Organisation

### Structure

#### Le synode général
Le Synode général est l’organe suprême et souverain des différentes structures de la FPMA. Il se réunit sur convocation du Bureau Central pour délibérer des questions portées sur les actes de gestion financière et d’administration légale des biens ainsi que les comptes de l’exercice écoulé. Le synode est compté de :
- les membres du Comité Permanent ;
- le président de chaque paroisse FPMA ;
- le président de chaque Assemblée cultuelle (« Fiaraha-mivavaka ») FPMA ;
- tous les pasteurs membres de la pastorale FPMA ;
- le président de chaque commission nationale ou son représentant.

#### Le comité permanent
La FPMA est administrée par un comité directeur qui se réunit sur convocation du Bureau Central pour délibérer sur les seules questions portées à l’ordre du jour. Ce comité comprend :
- les présidents d’honneur de la FPMA ;
- les membres du Bureau Central ;
- le pasteur responsable de chaque région ;
- le président de chaque région ;
- le délégué de chaque paroisse associée de la FPMA en dehors de la France;
- le président de chaque section commune nationale ou son représentant ;
- le président de chaque département national ou son représentant ;
- le président de la pastorale ou son représentant ;
- le directeur du projet d’Église ou son représentant ;
- le directeur du projet laïc ou son représentant ;
- les vérificateurs aux comptes ;
- les invités dont la liste est établie sous la responsabilité du Bureau Central.

#### Le bureau central
Le Bureau Central est représente l'organe exécutif et administratif de la FPMA. Les membres sont élus par le Synode Général pour un mandat d'une durée de 2 ans. Le Bureau Centrale comporte :
- le président de la FPMA (pasteur synodal) ;
- un vice-président pasteur ;
- un vice-président laïc ;
- un  secrétaire exécutif (laïc) ;
- un  trésorier (laïc) ;
- un  gestionnaire financier (laïc) ;
- un  conseiller (pasteur).